# Манометрия сфинктера Одди
Манометри́я сфи́нктера О́дди (синоним эндоскопи́ческая манометри́я сфи́нктера О́дди; англ. sphincter of Oddi manometry) — медицинская диагностическая процедура, в процессе которой выполняют прямое измерение давления в сфинктере Одди с помощью специального водно-перфузионного катетера или катетера с твердотельным датчиком давления, вводимого через дуоденоскоп в общий жёлчный и/или панкреатический протоки. При наличии показаний проводится совместно с ретроградной холангиопанкреатографией.

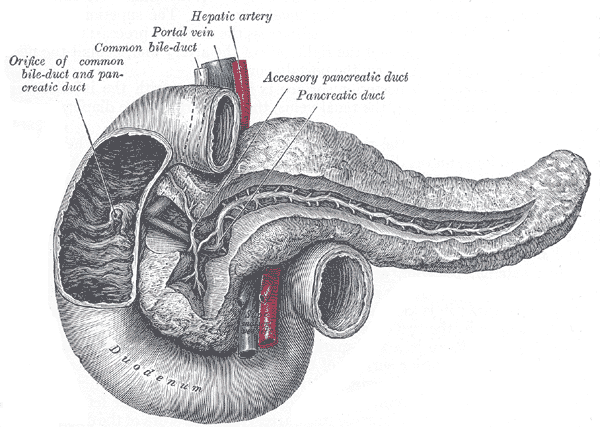
Двенадцатиперстная кишка, жёлчный и панкреатические протоки и фатеров сосочек. Рисунок из Анатомии Грея

Сфинктер Одди — гладкая мышца, располагающаяся в большом дуоденальном сосочке, находящимся на внутренней поверхности нисходящей части двенадцатиперстной кишки. Сфинктер Одди управляет поступлением жёлчи и сока поджелудочной железы в двенадцатиперстную кишку и препятствует поступлению кишечного содержимого в жёлчные и панкреатические протоки.

## Показания
Общими показаниями к проведению манометрии являются некоторые дисфункции сфинктера Одди. Манометрия перед проведением лечения считается обязательной при дисфункции билиарного типа II и, в значительно меньшей степени, при дисфункции билиарного типа III.
Показания к манометрии сфинктера Одди  перед проведением операции билиарной сфинктеротомии согласно классификации Хогана-Гинена:
| Тип дисфункции сфинктера Одди | Примерная частота выявляемых манометрией отклонений | Вероятность облегчения боли после сфинктеротомии. Результаты манометрии: | Вероятность облегчения боли после сфинктеротомии. Результаты манометрии: | Необходимость в манометрии перед сфинктеротомией |
| ----------------------------- | --------------------------------------------------- | ------------------------------------------------------------------------ | ------------------------------------------------------------------------ | ------------------------------------------------ |
| Тип дисфункции сфинктера Одди | Примерная частота выявляемых манометрией отклонений | с отклонениями                                                           | в норме                                                                  | Необходимость в манометрии перед сфинктеротомией |
| Билиарный I                   | 75—95 %                                             | 90—95 %                                                                  | 90—95 %                                                                  | Необходимости нет                                |
| Билиарный II                  | 55—65 %                                             | 85 %                                                                     | 35 %                                                                     | Очень рекомендуется                              |
| Билиарный III                 | 25—60 %                                             | 55—65 %                                                                  | <10 %                                                                    | Обязательна                                      |

Показаниями к проведению манометрии сфинктера Одди в комплексе с процедурой ретроградной холангиопанкреатографии могут быть:
| Диагноз                                                    | МКБ-10  | МКБ-9 |
| ---------------------------------------------------------- | ------- | ----- |
| Холангит                                                   | K83.0   | 576.1 |
| Закупорка жёлчного протока                                 | K83.1   | 576.2 |
| Спазм сфинктера Одди                                       | K83.4   | 576.5 |
| Другие уточнённые болезни жёлчевыводящих путей             | K83.8   | 576.8 |
| Острый панкреатит                                          | K85     | 577.0 |
| Хронический панкреатит                                     | K86.0-1 | 577.1 |
| Киста и ложная киста поджелудочной железы                  | K86.2   | 577.2 |
| Другие уточнённые болезни поджелудочной железы             | K86.8   | 577.8 |
| Врождённые аномалии и пороки развития поджелудочной железы | Q45.0-3 | 751.7 |

## Техника выполнения манометрии сфинктера Одди
Процедуру проводит эндоскопист, имеющий опыт канюляции жёлчного протока. 

### Технические средства

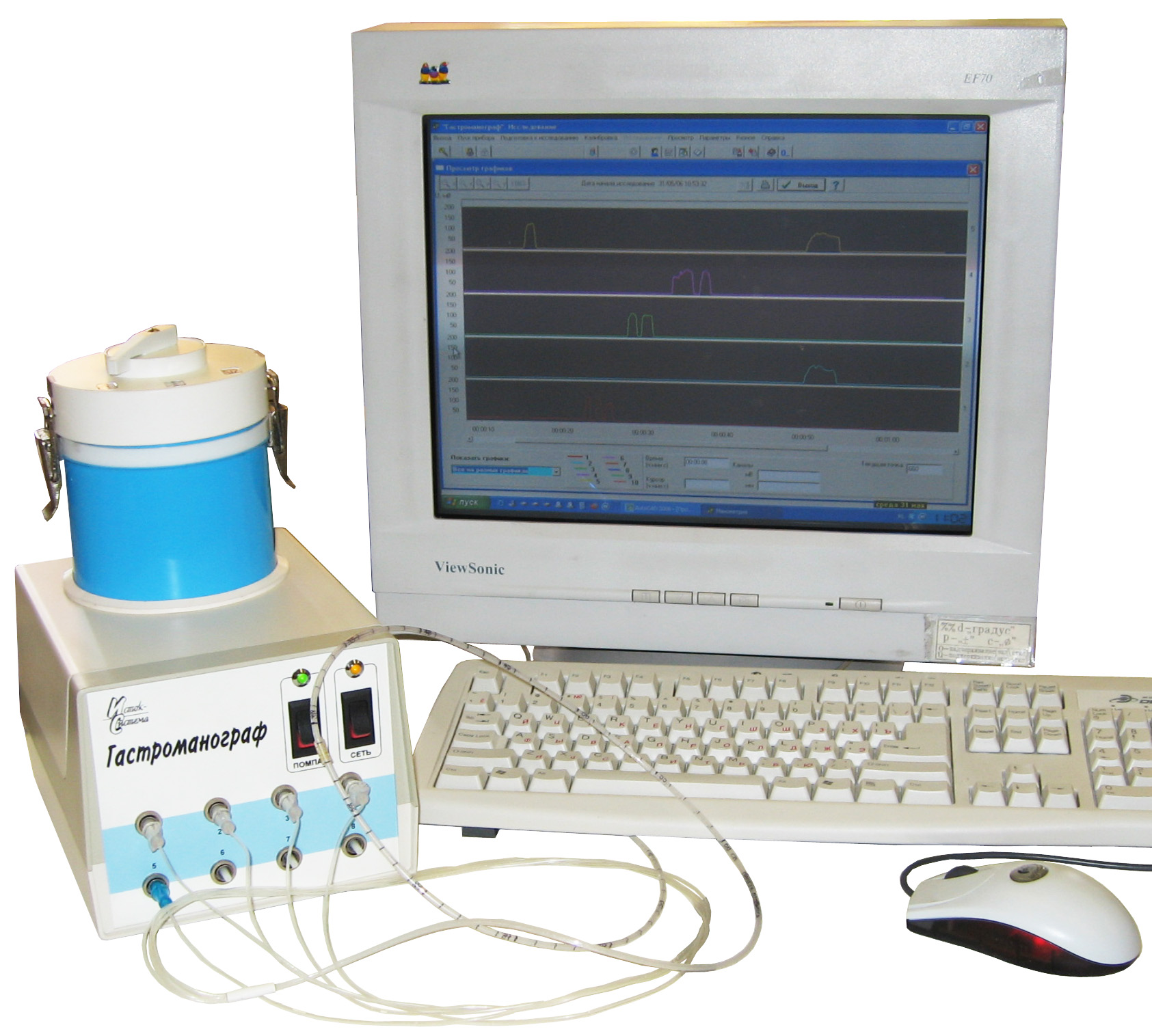
Прибор для проведения внутриполостной водно-перфузионной манометрии

- Одно- или трёхпросветный водно-перфузионный катетер диаметром примерно 1,7 мм, имеющий один или три капиллярных канала, каждый из которых открываются в определённых точках (портах) на поверхности катетера. Каждый капилляр со второй стороны катетера соединён с внешним датчиком давления и водяной помпой, которая подаёт внутрь капилляра стерильную воду. Изменение давления в районе выхода капилляра на поверхность катетера (портах) через столб воды передаётся на датчик давления и далее в регистрирующую аппаратуру. Вне зависимости от применяемого прибора, в качестве катетеров используются специальные одноразовые катетеры западных фирм. Вместо водно-перфузионных катетеров также используют катетеры с одним твердотельным датчиком давления.
- Прибор регистрации и обработки измеренных результатов — медицинский прибор, измеряющий давление в полостях организма человека по водно-перфузионной технологии, при условии, что он обеспечивает специальные требования процедуры исследования давления в сфинктере Одди:
  - совместимость с катетерами, используемыми в данной процедуре;
  - пониженную скорость подачи воды в капилляры катетера (0,12 — 0,25 мл/мин);
  - наличие программы обработки результатов измерения сфинктера Одди.
- Дуоденоскоп с инструментальным (синоним биопсийным) каналом достаточного для введения катетера размером, с боковым окном, позволяющим осуществить полноценный осмотр постбульбарных отделов двенадцатиперстной кишки, области большого дуоденального сосочка, а также вывести его в необходимую для канюляции фронтальную позицию.

### Регистрируемые характеристики

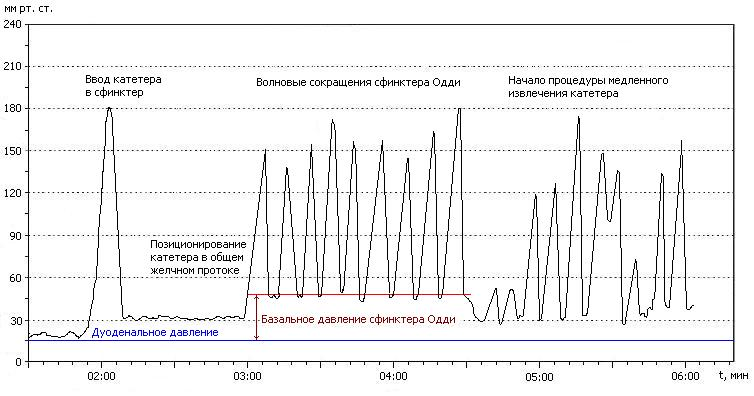
Условный график манометрии сфинктера Одди по методике Ch. Stendal (1997)

Процедура манометрии сфинктера Одди предполагает запись и последующий анализ следующих характеристик:
1. Давление в общем жёлчном протоке.
2. Базальное давление сфинктера Одди.
3. Фазовые волны давления.
4. Давление в двенадцатиперстной кишке.

### Порядок выполнения манометрии сфинктера Одди
Процедура выполняется следующим образом:
- Пациент укладывается на левый бок, левая рука отводится за спину.
- Дуоденоскоп вводится до глубины двенадцатиперстной кишки, определяется место расположения большого дуоденального сосочка.
- Через инструментальный канал дуоденоскопа в большой дуоденальный сосочек вводится манометрический катетер.
- Катетер далее вводится в общий жёлчный проток (в некоторых ситуациях возможно введение в панкреатический проток).
- Выжидается несколько минут для исключения артефактов.
- Производится запись давления в общем жёлчном протоке (до установления стабильного базального давления).
- Катетер медленно извлекается с шагом 2 мм в каждые 2 минуты. В процессе извлечения катетера должна встретиться зона высокого давления. После того, как все порты катетера попадут в зону высокого давления, происходит регистрация давления в течение трёх-пяти минут.
- Продолжается извлечение катетера. Когда порты достигают двенадцатиперстной кишки, давление падает ниже давления в общем жёлчном протоке. Записывается дуоденальное давление.

Если манометрия выполняется совместно с процедурой ретроградной холангиопанкреатографии (РХПГ), при введении манометрического катетера может использоваться направитель РХПГ-катетера.

### Проба с холецистокинином
В качестве провокационной пробы, возможно введение пациенту холецистокинина (или его аналогов). При манометрии выполняется внутривенно. У здоровых пациентов введение холецистокинина ведёт к уменьшению частоты и амплитуды фазовых волн, а также базального давления сфинктера Одди. Однако парадоксальный ответ на введение холецистокинина возникает далеко не во всех случаях и это снижает информативность данного метода.

## Интерпретация результатов

### Нормальные значения
- Базальное давление сфинктера Одди, вычисляемое, как превышение над давлением в двенадцатиперстной кишке: 10—20 мм рт. ст.
- Амплитуда фазовых волн:  100-140 мм рт. ст.
- Частота фазовых волн: 3-6 волн в минуту.
- Ретроградные сокращения: 5-20 %.

### Отклонения
Признаками дисфункции сфинктера Одди являются:
- Базальное давление сфинктера Одди более, чем на 40 мм рт. ст. выше, чем дуоденальное давление.
- Частота фазовых сокращений больше, чем 10 волн в минуту.
- Амплитуды фазовых сокращений больше, чем 200-300 мм рт. ст.
- Превалирование ретроградных сокращений (более 50 %).
- Парадоксальное увеличение давления в сфинктере в ответ на введение холецистокинина или его аналогов.

## Риски
Манометрия сфинктера Одди — непростая в техническом исполнении процедура, успешный результат измерений наблюдается только в 90 % случаев, даже у опытных эндоскопистов. Иногда плохо переносится пациентами. Манометрия должна проводиться только при наличии обоснованных данных.
К рискам, как при любом эндоскопическом исследовании, относится возможность перфорации двенадцатиперстной кишки (очень малая вероятность), внутренние кровотечения (очень малая вероятность), холангит.

### Риски при исследовании панкреатического протока
Наибольший риск возникает при канюлировании и исследовании давления панкреатического сегмента сфинктера Одди. Вероятность развития панкреатита после такого исследования достигает 2—10 %.
В целях снижения риска развития панкреатита рекомендуется не канюлировать панкреатический проток. К снижению вероятности возникновения панкреатита ведёт применение катетеров с дополнительным аспирационным каналом, через который в процессе исследования откачивают панкреатический сок и вводимую воду.